# Prostitución en Cuba

Prostitución en Centroamérica y zona del Caribe. En azul, el modelo abolicionista, por el que la prostitución es legal, pero no está regulada, y las actividades organizadas como burdeles y el proxenetismo son ilegales, al que pertenece Cuba.

La prostitución en Cuba no es ilegal oficialmente; sin embargo, existe legislación contra los proxenetas, la explotación sexual de menores y la pornografía. El turismo sexual ha existido en el país, tanto antes como después de la Revolución Cubana de 1959. Muchos cubanos no consideran inmoral esta práctica. En el argot cubano, a las prostitutas se les llama jineteras, y a los prostitutos homosexuales se les llama jineteros o pingueros. Los términos significan literalmente «jinete» o «jinete», y coloquialmente «jinete sexual», y connotan el control sexual durante el coito. Los términos también tienen el significado más amplio de «chapero», y están relacionados con el jineterismo, una serie de actividades económicas ilegales o semilegales relacionadas con el turismo en Cuba. Estereotipadamente, una jinetera es representada como una mujer afrocubana de clase trabajadora. Las prostitutas negras y mestizas son generalmente preferidas por los turistas extranjeros que buscan comprar sexo en la isla. ONUSIDA estima que hay 89 000 prostitutas en el país.
El tráfico sexual es un problema en el país.

## Historia

### Época colonial
Desde finales del siglo XVI, La Habana fue puerto de escala de veleros transatlánticos y desarrolló una economía al servicio de las necesidades de marineros y pasajeros. En épocas de crisis económica en las plantaciones de azúcar del Caribe, los propietarios de esclavos colocaban a las mujeres esclavas en el mercado urbano como prostitutas o enviaban esclavas como prostitutas para las tripulaciones de los barcos. La rápida expansión de la población urbana de La Habana a mediados del siglo XIX, resultado del auge de la industria tabacalera, llevó a los funcionarios coloniales a reubicar a las prostitutas en los márgenes de la ciudad.
Según la legislación española, los esclavos tenían derecho a comprar su propia libertad, y algunos de los esclavos que trabajaban en los hogares habaneros utilizaban la prostitución como forma de recaudar dinero para este fin. La abolición de la esclavitud en 1886 y las tres guerras de liberación de Cuba contra España provocaron la emigración de un gran número de trabajadores afrocubanos a La Habana en busca de vivienda y empleo. Siguió un debate público sobre la relación entre los cambios demográficos y los niveles de prostitución en la ciudad. Las prostitutas de La Habana utilizaban seudónimos para proteger su identidad y publicitar sus características personales o habilidades. Los intentos de regular la prostitución a finales del siglo XIX surgieron como consecuencia de la preocupación por la sífilis entre los soldados. Tras la guerra hispano-estadounidense, hubo intentos de crear «zonas de tolerancia», en realidad barrios rojos para el comercio sexual. En esa época había unos 200 burdeles registrados en La Habana. Las fuentes culturales y literarias atestiguan la existencia de hombres prostitutos durante este periodo. Sin embargo, no se les clasificaba oficialmente como prostitutos, sino que se les trataba como delincuentes culpables del delito de sodomía.

### Independencia
En 1913, el presidente Mario García Menocal anunció la ley de desregulación de Cuba, afirmando que la prostitución regulada era «incompatible con el espíritu de libertad que rige nuestra nación». Durante la primera mitad del siglo XX, La Habana era considerada y descrita como «el prostíbulo del Caribe». La prostitución en la Cuba de los años 1920 era un negocio floreciente, hasta el punto de que el ministro del Interior se esforzó por «resolver el problema de la prostitución».
El número de prostitutas en La Habana aumentó de 4 000 en 1912 a 7 400 en 1931. Para muchos hombres, la visita a una prostituta era una característica célebre de un viaje a la ciudad. A finales de la década de 1950, funcionaban en La Habana unos 270 burdeles, con más de 11 500 mujeres trabajando como prostitutas. La Plaza del Vapor de la ciudad funcionaba como un gran mercado para la prostitución. Las descripciones de los burdeles aparecían habitualmente en las guías turísticas, y había espectáculos de sexo y teatros pornográficos en vivo, como el Teatro Shanghai y el Cabaret Tokio. El novelista inglés Graham Greene, en su autobiografía Ways of Escape, describió: «el Teatro Shanghai, donde por un dólar y veinticinco centavos se podía ver un cabaret de desnudos de extrema obscenidad con la más azul de las películas azules en los intermedios». El periodista estadounidense David Detzer escribió que «los burdeles florecieron. A su alrededor creció una gran industria; los funcionarios recibían sobornos, los policías cobraban dinero por protección. Se podían ver prostitutas en los portales, paseando por las calles o asomadas a las ventanas». Los burdeles, casinos y clubes nocturnos estaban cada vez más controlados por el crimen organizado con base en Estados Unidos. El turismo se había convertido en la segunda fuente de divisas de Cuba, con unos 350 000 visitantes al año, y los burdeles y bares de La Habana atendían a los estadounidenses que visitaban el país en excursiones de fin de semana. 
Las prostitutas cubanas también trabajaban en la base naval estadounidense de Guantánamo. La industria del sexo en la Cuba de los años cincuenta se basaba principalmente en la prestación de «servicios» sexuales por parte de mujeres negras y mestizas a hombres norteamericanos predominantemente blancos. Se basaba en una tradición de exotización de las mujeres mestizas cubanas que se originó en la obra de escritores, artistas y poetas cubanos.

### Revolución cubana
Tras la revolución cubana de 1959, el nuevo gobierno cubano consideraba a las prostitutas víctimas de un capitalismo corrupto y extranjero, y veía la prostitución en sí misma como una «enfermedad social», producto de la cultura capitalista prerrevolucionaria de Cuba, y no como un delito. En 1961 se prohibió el proxenetismo. La prostitución en sí siguió siendo legal, pero el gobierno, con la ayuda de la Federación de Mujeres Cubanas, intentó ponerle freno. Se establecieron clínicas médicas para exámenes de salud, junto con programas de rehabilitación para proxenetas y programas de reeducación para antiguas prostitutas. En 1961 se realizó un censo de la industria del sexo, en el que se identificaron 150 000 prostitutas y 3 000 proxenetas.
Las tropas hicieron redadas en los barrios rojos de La Habana y detuvieron a cientos de mujeres, a las que fotografiaron, tomaron las huellas dactilares y obligaron a someterse a exámenes físicos. A las mujeres que deseaban abandonar la prostitución se les impartían cursos de formación y se les ofrecían puestos de trabajo en fábricas. El resultado fue que, oficialmente, la prostitución fue eliminada de Cuba, situación que se mantuvo durante tres décadas. El sexo transaccional continuó durante este periodo, y algunas mujeres establecieron relaciones con hombres de alto estatus, a cambio de un mejor acceso a los bienes de consumo. Durante la «Ofensiva Revolucionaria» de 1968, se afirmó que los clubes nocturnos y bares de propiedad privada eran paraísos de la prostitución.
La mayoría de los negocios privados que quedaban en la isla fueron nacionalizados. En la década de 1970, algunas mujeres ofrecían sexo de forma independiente en hoteles de La Habana, a cambio de bienes de consumo, pero la prostitución se mantuvo extremadamente limitada hasta principios de la década de 1990.

### Período especial
Las mujeres jóvenes comenzaron a vender sexo a los turistas en un estilo que se asemejaba al turismo sexual que se había establecido en el sudeste asiático, y las prostitutas cubanas comenzaron a vestirse de forma que quedara clara su profesión. El escritor de origen británico Pico Iyer informó en 1994 de que «la prostitución, que apenas era visible (aunque sólo fuera por razones de seguridad) hace cinco años, ahora es pandémica: Los hoteles turísticos están llenos de adolescentes cubanas que se enrojecen los labios con lápices de colores infantiles». La prostitución se practicaba amplia y abiertamente en las zonas turísticas y, en general, era tolerada por la policía, por los ingresos que aportaba al país. En algunos casos, la prostitución se veía como una posible vía hacia una vida mejor a través del matrimonio y la emigración.
En 1995, se introdujo una nueva política económica que marcó el peor periodo económico del país. La necesidad económica fue la principal motivación para que la gente entrara en la prostitución durante este periodo, y Cuba se ganó la reputación de ser la «Tailandia del Caribe». Sin embargo, en Cuba, la situación presentaba algunas diferencias con respecto a otros países en vías de desarrollo. En Cuba, las prostitutas no trabajaban en condiciones opresivas, el alcoholismo y la drogadicción no conducían a la prostitución, y las personas no eran vendidas a la prostitución por sus familias. Julia O'Connell Davidson señaló en su artículo de 1996 «Turismo sexual en Cuba» que «en Cuba no existe una red de burdeles, ni un sistema organizado de prostitución en bares; de hecho, la participación de terceros en la organización de la prostitución es rara». La ficción femenina incluía cada vez más el tema de la prostitución, y los teatros cubanos empezaron a representar obras extranjeras sobre la prostitución.
La prostitución también se empezó a presentar en las películas cubanas como una metáfora de la caída del sistema socialista y de la venta de la isla a turistas e inversores extranjeros. Las prostitutas a menudo eran representadas como mujeres individualistas, codiciosas y perezosas. Los trabajadores del sexo entre hombres, conocidos como jineteros o pingueros, aparecieron durante el Periodo Especial y fueron una parte importante de la escena gay cubana en desarrollo cuando empezaron a desarrollarse los derechos LGBT en Cuba.
Los intentos del gobierno de limitar la prostitución comenzaron en 1998, y han continuado desde entonces. En 2004, todavía se podían ver prostitutas en La Habana después de la puesta de sol, fuera de los principales hoteles turísticos y de ciertas discotecas y bares, o haciendo autostop a lo largo de la carretera del Malecón. Vestidas con poca ropa, hacían proposiciones a los turistas o les invitaban a los clubes nocturnos, donde se podía sugerir dinero por sexo de forma más discreta. Sin embargo, en 2007, la prostitución se había reducido significativamente y ya no se practicaba de forma abierta y generalizada en las zonas turísticas.

## Prostitución infantil
Durante el Periodo Especial se denunciaron incidentes de prostitución infantil, e investigaciones posteriores de periodistas extranjeros han denunciado casos de prostitución infantil, cuya clientela son principalmente turistas sexuales. Las leyes cubanas prohíben la explotación sexual de niñas o niños menores de 15 años, y los condenados pueden ser condenados a un máximo de 30 años de prisión, o a la pena de muerte si existen agravantes.

## VIH
El sida, que se había controlado con medidas de salud pública, empezó a aumentar durante los años 1990. A principios de la década, las personas con el virus del VIH fueron puestas en cuarentena. Entre 1986 y 1998, un total de 1 980 personas dieron positivo en las pruebas del virus en Cuba, y entre 1998 y 2004 se descubrió que otras 3 879 tenían el virus. Según fuentes de las Naciones Unidas, la detección precoz del virus se ha visto favorecida por las clínicas de atención primaria gratuitas del país.
El embargo de Estados Unidos contra Cuba ha impedido que el país adquiera suministros médicos de Estados Unidos, pero los científicos médicos de Cuba han sintetizado algunos de los medicamentos antivirales utilizados en el tratamiento del VIH/sida, que se han suministrado a los pacientes sin coste alguno. En 2004, el país contaba con trece sanatorios para enfermos de sida, y la estancia en uno de ellos, de entre tres y seis meses, era obligatoria para cualquier seropositivo. En ese momento, las cifras de la Organización Mundial de la Salud situaban la tasa de infección en menos del 0,1 % de la población, la más baja del hemisferio occidental, una sexta parte de la de Estados Unidos, y muy por debajo de la de muchos países vecinos. Una campaña de educación pública en las escuelas, la televisión y la radio promueve el uso del preservativo e informa a la población sobre cómo se transmite el VIH.
Además, las subvenciones del gobierno a los preservativos (tanto nacionales como importados) hacen que los precios de los profilácticos sigan siendo muy bajos. La prostitución no se considera un factor importante en la propagación del sida, y sólo un pequeño número de personas ingresadas en sanatorios son antiguas prostitutas. El bajo nivel de infección y el precio relativamente barato del sexo han hecho que la isla sea popular entre los extranjeros como destino de turismo sexual. Otro incentivo es la falta de estigma social asociado a los turistas solteros que visitan Cuba, en comparación con los destinos de turismo sexual más conocidos de Tailandia y Camboya.

## Tráfico sexual
Cuba es país de origen y destino de adultos y niños víctimas del tráfico sexual. El tráfico sexual de menores y el turismo sexual infantil se producen dentro de Cuba. Las autoridades cubanas informan de que las personas de 13 a 20 años son las más vulnerables al tráfico de personas en el país. Los traficantes someten a ciudadanos cubanos al tráfico sexual en Sudamérica, el Caribe y Estados Unidos. También reclutan a ciudadanos cubanos mediante promesas de trabajo en el extranjero, proporcionándoles contratos y documentos de inmigración fraudulentos a cambio de una comisión, y posteriormente coaccionan a estas personas para que ejerzan la prostitución con el fin de saldar estas deudas. El gobierno reportó víctimas de trata sexual de ciudadanos extranjeros en Cuba.
La definición de tráfico sexual del Código Penal confunde el tráfico sexual con la prostitución y el proxenetismo. La ley penaliza la inducción a la prostitución o el beneficio de la misma, pero trata la fuerza, la coacción y el abuso de poder o vulnerabilidad como factores agravantes y no como parte integrante del delito. Estas disposiciones prescriben penas que van de cuatro a diez años de prisión, con penas más severas para los funcionarios públicos cómplices.
La Oficina de Vigilancia y Lucha contra la Trata de Personas del Departamento de Estado de los Estados Unidos clasificó a Cuba como país de "nivel 3" desde 2019, siendo antes de "nivel 2".